# 임기훈
임기훈은 대한민국 육군 중장이며, 국가안보실 국방비서관을 지냈다.

## 상세
윤석열 정부에서 국가안보실 국방비서관으로 재직하였다. 육군사관학교 출신으로, 군 복무 기간 동안 주로 작전 및 군사 기획 분야에서 근무한 것으로 알려져 있으며, 합참 및 국방부 요직을 거쳐 대통령실에 발탁되었다. 임기훈은 2022년 윤석열 정부 출범 이후 대통령실에 합류하여 국가안보실 산하 국방비서관실에서 근무하였으며, 주요 군사정책 및 대통령 직보 자료를 조율하고 보고하는 역할을 맡았다. 채해병 순직 사건 이후 중장으로 진급하며, 국방대학교 총장에 임명되었다.

### 채해병 사망 사건 관련
그는 특히 2023년 7월 31일 대통령실 수석비서관 회의에서 '채상병 순직 사건' 관련 군 내부 보고서를 윤석열 대통령에게 직접 전달한 인물로 언론에 이름이 처음 등장하였다. 해당 회의에서 윤 대통령이 관련 보고를 받은 직후 강한 불쾌감을 표시하며 언성을 높였다는 진술이 복수의 전직 대통령실 관계자들로부터 확인되었고, 이 사건은 이후 'VIP 격노설'이라는 명칭으로 알려졌다. 특히 임성근 해병대 제1사단장에 대한 박정훈 수사단장의 수사 내용은 들은 윤 대통령은 이런다면 누가 사단장을 하겠냐고 물으며 화를 냈다고 알려져 있다.
대통령실 수석비서관 회의 종료 후 임기훈과 조태용 당시 국가안보실장만 남은 채로 회의가 계속되었으며, 이후 대통령실 대표 번호를 통해 이종섭 당시 국방부 장관에게 전화를 걸어 군사경찰단의 경찰 이첩 계획을 철회하라고 지시한 배경에 임기훈의 보고가 있었던 것으로 알려졌다.
2025년 7월, 채상병 사망 사건을 수사 중인 특검팀은 대통령의 인지 및 개입 정황을 규명하는 과정에서 임기훈을 핵심 참고인으로 지목하였으며, 국가안보실에 대한 대대적인 압수수색을 단행하면서 임기훈의 사무실과 관련 자료를 확보하였다. 이어 김태효 전 국가안보실 1차장과 이충면 전 외교비서관 등은 특검 조사와 언론 보도를 통해 임기훈이 대통령에게 보고서를 전달하였으며, 해당 보고 이후 대통령이 크게 분노했다는 증언을 하였다.
이에 따라 임기훈은 ‘대통령의 사건 인지 및 지시’에 대한 직접적 연결고리로 주목받았으며, 2025년 7월 기준으로 특검팀은 임기훈을 포함해 임종득 전 안보실 2차장, 왕윤종 전 경제안보비서관 등을 핵심 참고인으로 특정하고 본격적인 조사에 착수하였다. 대통령실 공식 보고 체계 내에서 실무적 핵심을 맡았던 그의 역할이 재조명되면서, 사건의 흐름과 대통령실 개입 의혹 규명에서 중요한 열쇠를 쥔 인물로 부각되고 있다.

## 경력
- 한미연합군사령부 작전참모부
- 동티모르 평화유지군 사령부
- 이라크 다국적군사령부
- 육군본부 기획관리참모부
- 국방부 국방정책실 SCM담당
- 대미정책총괄 정책기획과장
- 육군 교육사령부 전투발전1차장
- 국방부 정책기획차장
- 국가안보실 국방비서관

## 같이 보기
- 해병대 채상병 사망 사건